# Браун Володимир Олександрович
Володимир Олександрович Браун (нар. 1 (13) січня 1896, Єлисаветград, Російська імперія — 21 серпня 1957, Київ, УРСР, СРСР) — радянський кінорежисер, сценарист. Лауреат Сталінської премії (1952). Заслужений діяч мистецтв УРСР (1954). Походить з німецької дворянської родини.

## Біографія
Народився 1 (13 січня) 1896 року у місті Єлисаветграді (тепер Кропивницький). У 1915–1919 роках навчався в Київському комерційному інституті. Творчу діяльність почав у 1924 році в Ленінграді. З 1939 року працював в Україні.

Могила Володимира Брауна

Мешкав в Києві за адресою вулиця Саксаганського, 24. Помер 21 серпня 1957 року. Похований на Байковому кладовищі (стара частина).

## Фільмографія
Режисер-постановник:
- «Наші дівчата» (1930, Ленсоюзкіно)
- «Парубок з берегів Міссурі» (1931, Ленсоюзкіно)
- «Блискуча кар'єра» (1932, співавт. сценарію; Ленсоюзкіно)
- «Королівські матроси» (1933, у співавт.; Союзфільм)
- «Скарб загиблого корабля» (1935, у співавт.; Ленфільм)
- «Моряки» (1939, Одеська кіностудія)
- «Морський яструб» (1941, Одеська кіностудія, Ташкентська кіностудія)
- «Сині скелі» (1942, у «Бойовій кінозбірці» № 9)
- «Сто другий кілометр» (1942, у «Бойовій кінозбірці» № 11)
- «Зниклий безвісти» (1943, к/м, Ташкентська кіностудія)
- «Я — чорноморець!» (1944, у співавт.; Тбіліська кіностудія, Ташкентська кіностудія)

Київська кіностудія художніх фільмів:
- «В далекому плаванні» (1945)
- «Блакитні дороги» (1947)
- «У мирні дні» (1951)
- «Максимко» (1952)
- «Командир корабля» (1954)

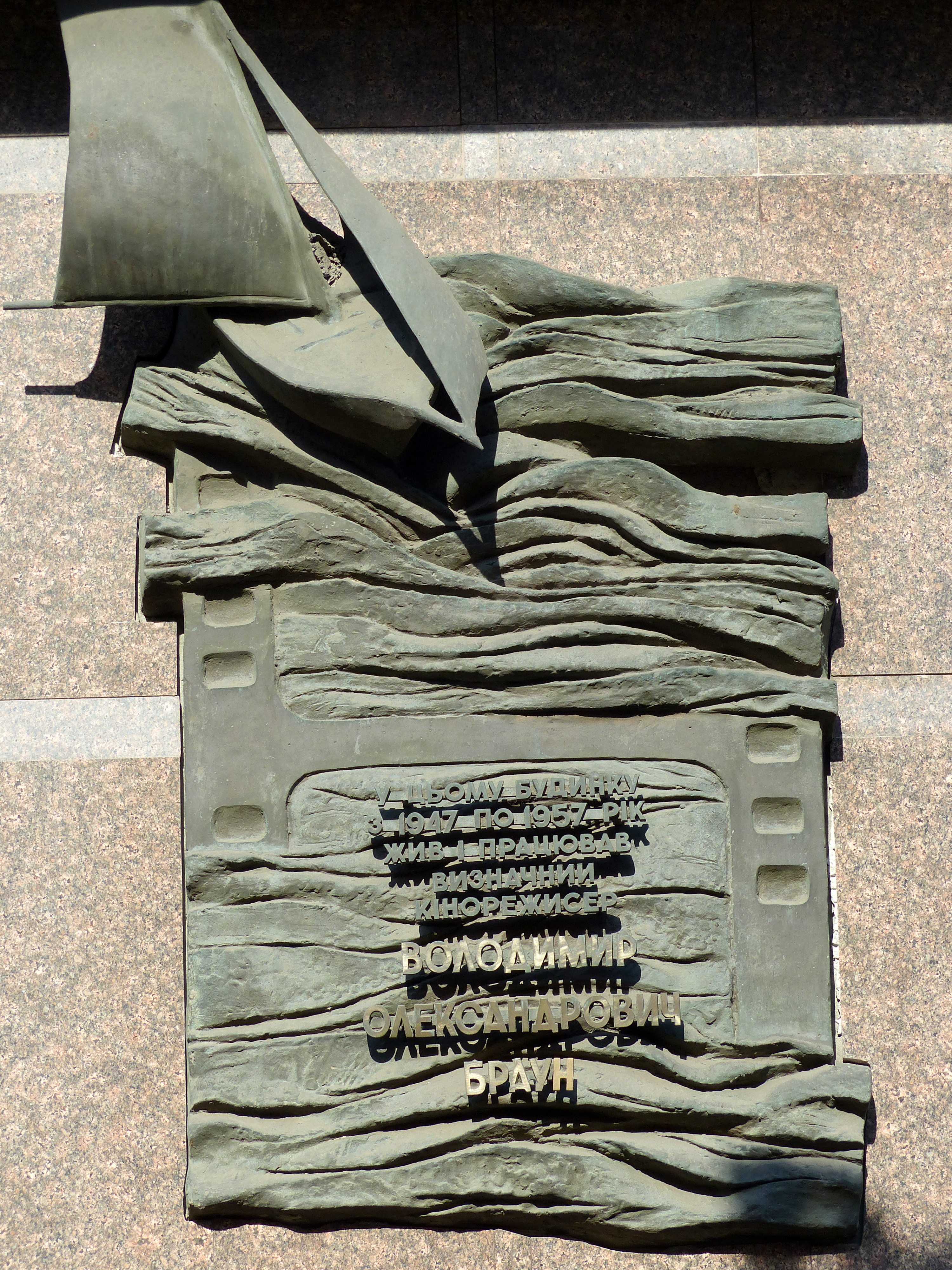
Меморіальна дошка
В. А. Брауну
вул. Саксаганського, 24

- «Матрос Чижик» (1955, автор сценарію)
- «Море кличе» (1955)
- «Мальва» (1956, за М. Горьким)

## Вшанування пам'яті
В Києві, на будинку по вулиці Саксаганського, 24, де з 1947 по 1957 рік мешкав кінорежисер, у 1992 році йому встановлено бронзову меморіальну дошку (горельєф; скульптор В. Л. Медведєв, архітектор А. М. Мілецький).